# Eo biển Sumba
Eo biển Sumba (tiếng Indonesia: Selat Sumba) là một eo biển tại Indonesia.
Eo biển này chia tách đảo Sumba ở phía nam với các đảo lớn như Flores và Sumbawa, cũng như các đảo nhỏ hơn như Komodo, Pudar và Rinca, tất cả đều ở phía bắc. Bề rộng của eo biển này khoảng 50–70 km. Nó thông vào biển Savu ở phía đông và Ấn Độ Dương ở phía tây.
Trước khi Indonesia giành được độc lập, eo biển này được biết đến như là eo biển gỗ đàn hương.